# Konotace
Konotace znamená transformaci člověkem přijaté jazykové formy (slova, věty, tahy malířova štětce, architektonická skica, dendrologická struktura ...) v informaci vytvořenou z ní v jeho psýše. Je to přiřazení (informačního) významu té formě. Uvedená transformace je vágní, subjektivní a emocionální, měnící se od člověka k člověku a u každého z nich v čase. V mimořádném případě, kdy se podaří (vnitřní) vágnost anulovat, mizí subjektivita a emocionalita i časová závislost transformace, ta je pak intersubjektivní (interpersonální) a neměnná (exaktní vědy), a říká se jí interpretace.
Konotace (pochází z latiny: „con-“ („spolu“) a „notare“ („označit“)) je pojem z lingvistiky a sémiotiky.

## Konotace a lidská komunikace
Konotace těsně souvisí s lidskou komunikací 
a je nepostradatelnou součástí komunikačního řetězce. Konotací se rozumí vágní (tj. mlhavé, rozmazané, neurčité), subjektivně a emocionálně zabarvené přiřazení významu dané jazykové konstrukci (např. slovu, větě) použitého sdělovacího jazyka příjemcem zprávy – adresátem.

### Konotace – sémantika
V oboru sémantiky je uplatňována hypotéza, že konotace je vedle základního pojmového významu (denotace) druhotná, asociativní významová složka nějakého výrazu. Může jít buď o takzvané nepojmové rysy významu (například expresivní, emocionální, postojové, estetické, intenzifikační, evokační nebo ideologické) nebo o obsahové rozšíření základního (prototypického) významu (extenzivní význam). Jeden výraz mívá obvykle více konotací. Konotace odrážejí kontext jazykového projevu i vztah uživatelů jazyka k okolní realitě a mohou být jak pozitivní, tak i negativní. Například slovo „vůl“ může znamenat zvíře, ale v jiném významu může mít i negativní konotace (hlupák nebo prosťáček). Slovo „smrt“ je pro lékaře termín udávající konec života pacienta, konkrétní událost. Ale pro pozůstalé toto slovo určuje více. Připomene to život zesnulého a vzpomínky na něj. V tom spočívají emoce a citové zaujetí, to udává konotační význam slova.

### Komunikace
Komunikace je proces, který je zde schematicky popsán z hlediska přenosu a zpracování informace, a postaven na základních pojmech, které jej orientují ke kognitivní psychologii a informatice. Popisuje se princip, kterým člověka obdařila příroda.
Informace (zpráva) při sdělování putuje od zdroje (původce, vysílatele, mluvčího) k příjemci (adresátovi) v podobě sekvence jazykových konstruktů – forem.
Vysilatel svoji informaci (zprávu) transformuje z hypotetických vnitropsychických jazyků do vnějšího komunikačního jazyka, tedy zvolí pro ten účel vhodný jazykový konstrukt – formu (slovo, větu, mimiku, pohledy očí, gesta, pohyby těla, tahy štětcem na plátně ..., jimiž sdělující člověk vyjadřuje i své emoce). Tomuto kroku se říká formulace viz obr. 1. Formulace je transformace, která je vágní, subjektivní a emocionální, měnící se u každého člověka v čase.
Příjemce zprávy (jazykové formy) přiřadí přijaté jazykové formě informaci (informační význam). Provede to tak, že ve svých znalostech (vnitropsychickém kognitivním modelu) hledá informaci, kterou považuje pro přiřazení přijaté jazykové formě za nejvhodnější. Tento krok pro příjemce znamená porozumění přijaté jazykové formě (pochopil co znamená, jaký má význam), a říká se mu konotace viz obr. 1. Přijatá jazyková forma účinkuje jako pointer (ukazatel) na informaci obsaženou ve vnitropsychickém kognitivním modelu příjemce. Pointer neodkazuje do kognitivního modelu přímo, ale prostřednictvím psýchy příjemce. Ta o výběru za působení dalších faktorů (viz dále) rozhoduje. Pokud příjemce zprávy nemá ve svém kognitivním modelu žádnou informaci, kterou by mohl přijaté jazykové formě přiřadit, pak tato jazyková forma pro něj nemá žádný význam. Existují ovšem i jazykové konstrukty, kterým žádnou informaci přiřadit nelze, např. politické kecy. Příjemce zprávy tak na základě příjmu sekvence jazykových forem – komponentů zprávy, kterým přiřazuje informace (významy) a včleňuje je do souvislostí – kontextu, získává informační celek, který mu může poskytovat, pro něj novou informaci, což je účelem komunikace. Obvykle si vysilatel a příjemce své úlohy střídají. To je ve schematickém pojetí ukázka principu lidské komunikace.Takto postavené schéma by bylo dostačující pro komunikaci v případě, že se jedná o sdělování exaktní informace (nulová hodnota vágnosti interpretace jazykových konstruktů) v exaktní vědě, v předávání informace světelnými signály v lodní dopravě (exaktně definované významy jazykových konstruktů), apod. Neboť v tomto případě je formulace i konotace pro příslušnou odbornou komunitu exaktní, tedy objektivní, interpersonální a neměnná v čase. Příjemce dostává jazykovou formu, která má exaktní konotaci (tedy přesněji interpretaci), nepotřebuje tedy metainformacii (informaci o informaci) navádějící ho, jak uskutečnit výběr informace z jeho kognitivního modelu, výběr je přesně dán. V lidské komunikaci obecně je však informace vágní, subjektivní a emocionální nikoli exaktní, tam už onu metainformaci potřebuje.
Ve skutečnosti je lidská komunikace poněkud složitější, a to proto, že jednak je přiřazení informace jazykové formě vágní, subjektivní a emocionální a jednak sdělování musí zajistit přenos takovéto informace i za nepříznivých podmínek, tedy prostřednictvím sdělovacího kanálu, který nepřenáší všechny jazykové konstrukty provázející základní sdělení (neuvažuje se zde vliv poškození jazykové formy – syntaktický šum, to je jiné téma). Proto je třeba komunikační schéma (model), poněkud rozšířit. Předpokládejme, že komunikace probíhající hlasem z očí do očí je ten informačně nejdokonalejší sdělovací kanál, neboť přenáší nejúplnější informaci. Přenáší totiž nejen základní informaci (obvykle v přirozeném jazyce), ale i doprovodnou informaci (metainformaci), říkající, jak základní informaci porozumět. Jsou to gesta, mimika, výraz očí mluvčího, intonace hlasu atp. Sdělování musí zajišťovat přenos nepokažené (dostatečně malý sémantický šum) informace i za podmínek, kdy je sdělovací kanál z hlediska přenosu informace redukován, např. tak, že komunikující na sebe vzájemně nevidí. Pak informační kanál některé (zde vizuálně sdělované) doprovodné informace nepřenáší. Příjemce zprávy tak přichází o jistou část metainformace říkající, „jak to vlastně mluvčí myslí“. Příjemce zprávy přichází o metainformaci, a tak z podstaty informace (ztráta informace znamená nárůst nejistoty) se zvětší jeho nejistota při výběru vhodné informace z jeho kognitivního modelu, kterou by měl přijaté formě přiřadit. Lidská psýcha je však vybavena schopností zpracování informace, a tak z řady faktorů, např. z kontextu přijímané zprávy, ze svého očekávání (zkušenosti), ze svého momentálního duševního rozpoložení a z dalších aspektů např. příjemce něco ví či tuší o záměru odesílatele, nebo to odkrývá z kontextu atp., může příjemce zprávy do jisté míry potřebnou metainformaci vytvořit. Podrobněji se touto problematikou zabývá např. Dalším pramenem je
Kognitivní model člověka tedy obsahuje dva typy znalostí. První typ jsou znalosti o reálném světě, tedy kognitivní modely objektů a procesů reálného světa, se kterými se setkává – poznává je. Druhý typ jsou znalosti, jak znalostem o reálném světě přiřazovat vhodné jazykové konstrukty. Těmto znalostem se říká znalost jazyka.
V učení se rodnému jazyku je jedno úskalí a podivnost. Rodiče svému maličkému potomkovi říkají, to je máma, to je pejsek, to je auto. Potomek netuší, jak je klamán, když mu rodiče přiřazují jazykové formy k reálným entitám, nikoli k jejich kognitivním modelům. Potomek by v dětském věku nepochopil, že jeho milovaná máma je vlastně oblak jeho senzorických dat včleněných do jím budované kompozice. Potomkovi, stejně jako většině lidí, rodičovský klam v životě nikterak nevadí, pokud se v dospělém věku nestane vědcem např. v oboru logiky, lingvistiky apod. V tomto případě si musí včas uvědomit, jak je to doopravdy. V těchto profesích už musí vědět, že je nutno mluvit o kognitivních modelech oněch reálných entit, a dokonce musí rozlišovat, zda byly vytvořeny přirozeným poznáním, nebo poznáním umělým exaktním. Musí si být stále vědom toho, že pouze to, co prošlo poznáním, o tom něco víme, a o tom můžeme mluvit.

## Konotace a vnitropsychický kognitivní model

### Pojmy
Pro podrobnější vysvětlení je třeba zavést další pojmy a ukázat jejich vztahy.
- Znalostí se rozumí vztah rozpoznaný mezi daty.
- Kognitivní model je soubor znalostí o dané části reálného světa.
- Informace má svoji složku syntaktickou (formální, forma – jazyková konstrukce) a složku sémantickou (obsahovou, významovou – význam). Syntaktická složka umožňuje informaci zaznamenávat, tak i sdělovat, a zpracovávat.
- Interpretací rozumíme přesné přiřazení významu jazykové konstrukci. Takto chápaná interpretace je možná jen v případě, že je význam exaktní – bez vnitřní vágnosti, subjektivity a přítomnosti emocí.

### Vnitřní a vnější model
Je třeba rozeznávat kognitivní model vnitřní, tj. vnitropsychický, uchovávaný a zpracovávaný v lidském vědomí, v hypotetických vnitřních jazycích: představovém, pocitovém, přirozeném a v jejich směsici. Dále pak vnější model, reprezentovaný ve vhodném vnějším sdělovacím jazyce. Vnitřní kognitivní model člověka je tedy vždy prodchnut pocity, představami, emocemi. Jsou hypotetickou jazykovou formou vnitropsychické informační složky. Vágnost přiřazení významu konotací plyne z vágnosti přirozeného lidského poznání. Veškeré znalosti uložené v lidském vědomí jsou inherentně vágní a jiné než vágní znalosti není člověk svým přirozeným poznáním schopen získat (Bertrand Russell). Jistou část znalostí obsažených ve vnitropsychickém kognitivním modelu je člověk schopen formulovat sdělovacím jazykem, a tak je sdělovat ostatním lidem – adresátům. Jazyk sdělující vágní informaci musí být nutně vágní, je to vágnost sekundární, říkáme vnější.
Vágnost přirozeného jazyka se projevuje jednak vágní interpretací, tj. konotací, a pak jazykovými nástroji pro popis a kvantifikaci vágnosti, jako např. možná, asi, přibližně, říká se jim neurčité kvantifikátory. I ty mají vágní, subjektivní a emocionální interpretaci, tedy konotaci. Konotaci jazykové konstrukce každý člověk (příjemce informace) provádí na základě svého vnitřního kognitivního modelu. Subjektivita konotace je dána vlastním osobitým pohledem každého člověka na reálný svět při jeho poznání: každý člověk vnímá svět po svém, každý člověk si vytvoří svůj kognitivní model poněkud odlišný od jiných lidí. Konotace je vždy subjektivní, vágní a emotivní. Časová změna konotace každého člověka je neustále ovlivňována vnějšími podněty i samovolnými vnitropsychickými procesy. Lidská schopnost konotace je tím hlavním nástrojem, který přirozenému jazyku umožňuje mít potřebnou vágnost.

### Sémantický diferenciál
S konotací souvisí a mnohé vysvětluje sémantický diferenciál, psychology vybudovaný pro zjišťování (měření), jak ten který člověk konotuje danou jazykovou konstrukci, tedy co danou jazykovou konstrukcí míní, jaký jí přiřazuje kognitivní model – význam. Metody měření sémantického diferenciálu umožňují odhalovat obsah vnitropsychického kognitivního modelu člověka.

### Sémantický trojúhelník
Souvislost mezi reálným světem, jeho poznáním, poznáním vytvořeným vnitropsychickým kognitivním modelem a sdělením o poznaném, graficky znázorňuje sémantický trojúhelník, uvedený v obr.1. Říká se mu sémantický či sémiotický, podle toho, na co se při výkladu klade důraz. Najdeme ho v mnoha modifikacích a pod jmény mnohých autorů, např. Fregeho, Ogden–Richardsův a další. Podstava trojúhelníka nezobrazuje žádný vztah, neboť veškeré vztahy jsou zprostředkovány lidskou psýchou umístěnou v trojúhelníku na jeho horním vrcholu. Pokud by podstava měla zobrazovat nějaký vztah, musel by zde být další lidský aktér a to není.

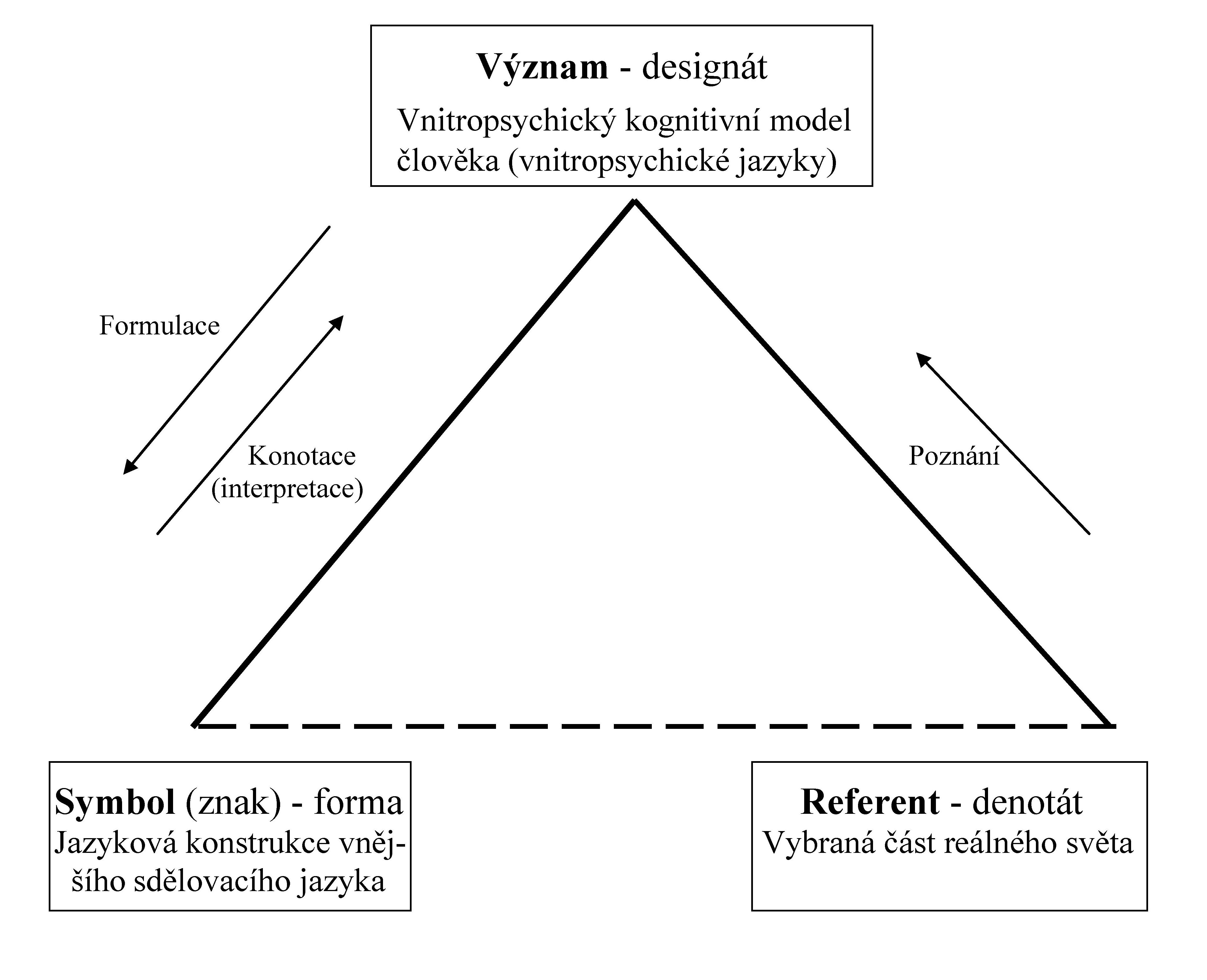
Sémantický trojúhelník

Obr. 1.

## Definice konotace

### Základní a vedlejší významy
Úvahy některých badatelů, že konotace vedle základního významu přiřazuje jazykové konstrukci další podružné významy, je třeba vysvětlit. Tito badatelé se domnívají, že jistý význam je totožný pro všechny komunikující, že je ostrý, nikoli vágní, a časově neměnný. Není tomu tak. Všechny významy, které jistý člověk zvykově přiřazuje dané jazykové konstrukci, jsou konotativní, tvoří spojitou množinu nekonečně mnoha významů. Je to proto, že významy jsou vágní, vždy emocionálně zabarvené a v čase neustále posunované emocemi, jsou nahodile se měnící – fluktuující. Tyto fluktuace můžeme chápat jako sémantický šum.
Žádný člověk není schopen se vrátit přesně k tomu významu, který před okamžikem měl na mysli. Některou z metod sémantického diferenciálu bychom mohli, v rámci jisté pokusné skupiny lidí, zjistit dominující význam přiřazený dané jazykové konstrukci během experimentu. Kdybychom tedy pokus se stejnou skupinou záhy zopakovali, výsledky by byly poněkud jiné. Pokud bychom zmíněný experiment prováděli s jediným člověkem, mohli bychom dojít k rozložení hustoty pravděpodobnosti jeho vlastní množiny významů, které on přiřazuje dané jazykové konstrukci v různých časových okamžicích. Každý člověk má tuto množinu významů trochu posunutou, ale jen tak, aby v ní byl schopen najít význam, který mu jeho bližní sděluje. Je třeba si uvědomit, že člověk pro svoji činnost s úspěchem používá kognitivních modelů, které není schopen sdělit. Jsou to ty, které není schopen přetransformovat ze svých vágních a emocionálních představ a pocitů – vnitropsychických jazyků, do komunikačního jazyka. Nyní můžeme dojít k definici pojmu konotace, bude to souhrn výše vyřčeného.

### Definice
Konotace je zobrazení přiřazující dané jazykové konstrukci (formě, syntaktické složce) vnitropsychický kognitivní model – význam (jako nekonečnou spojitou množinu jeho neustále fluktuujících variací).
Ostrý jednobodový význam je pro člověka nedosažitelný. S tímto konstatováním je třeba chápat první větu tohoto odstavce o badatelích a podružných významech jistého hlavního významu. V případech, kdy jisté jazykové konstrukci lze přiřadit dva či více radikálně odlišných významů, pak každému z významů odpovídá nekonečná, spojitá množina konotativních významů a jedná se o polysémii nebo homonymii. Například slovo vůl může znamenat zvíře nebo být hanlivým označením člověka; jsou to dvě oddělené a jistým způsobem (významově) vzdálené množiny konotativních významů, což lze ověřit některou z metod sémantického diferenciálu.

## Konotace a interpretace

### Exaktní vědy
Existuje ovšem umělý svět, kde přiřazení významu dané jazykové konstrukci je jednobodová množina (jeden přesný, ostrý význam), pak je přiřazení exaktní. Tímto světem jsou exaktní vědy. Vznikly zásluhou a hlubokou tvůrčí prací s neobyčejným intelektuálním nasazením Galilei a Newtona, viz poznání, exaktní věda, vágnost, sémantický diferenciál. Vytvořit exaktní význam vyžaduje zbavit ho vnitřní vágnosti, tak emocí a subjektivity.
Začněme jednou vcelku logicky průhlednou hypotézou, která snad bude v budoucnu dokázána. Nazveme ji vyladění (optimalizace) pravdivosti sdělení – nejmenší ztráta informace:
"Sdělení o poznaných faktech musí mít takovou vágnost, se kterou ona fakta byla získána při poznání".
Vnáší-li sdělující do sdělení větší vágnost, než odpovídá jeho poznání (zdroji informace), ošizuje adresáta o informaci. Podobně, zmenšuje-li vágnost sdělení oproti vágnosti svého poznání, znehodnocuje předávanou informaci. Očekáváme, a jistě tak činil i Newton, že hypotéza platí i v extrému, kdy vyžadujeme exaktní sdělení s nulovou vnitřní vágností, tedy s nulovým sémantickým diferenciálem konotace všech použitých jazykových konstrukcí. V tomto případě musíme zajistit, že i poznání proběhlo exaktně, tedy zvolit jiný filtr poznání, než je vágnost.

### Diskrétní filtr poznání
Začněme poznáním, které by bylo schopno poskytnout exaktní výsledky. Newtonova idea říká:
"Aby bylo možno význam všech jazykových konstrukcí reprezentujících znalosti o jisté části reálného světa vymezit přesně, je nutno v reálném světě vybrat měřitelné elementární projevy reality, zvané atributy (veličiny, parametry)." Ty tvoří most mezi reálným a exaktním světem, neboť jsou elementárními měřitelnými zástupci reálného světa, či sondami do něho, a současně součástí exaktního světa a to proto, že významy jejich označení (jmen, symbolů) jsou exaktně vytyčeny (s nulovou vnitřní vágností), tedy tak, že každý v oboru vzdělaný člověk naprosto přesně ví, co znamenají.
Tato selekce a redukce prostřednictvím atributů v reálném světě tvoří umělý diskrétní Newtonův filtr poznání. Tvoří ho tak, že pro každý problém reálného světa, který má být uchopen metodou exaktní vědy, musí být vybrána množina vhodných a neopominutelných atributů, která tvoří zmíněný diskrétní filtr, tedy „síto“, kterým se na danou část reálného světa „díváme“. Atribut je vybrán tak, že mezi odborníky v příslušném oboru o atributu samém nesmějí vzniknout žádné pochybnosti o interpretaci, a tak o jeho významu. V exaktních vědách je atribut proto vždy přesně vymezen buď konsensuálně (základní množina) nebo definitoricky (odvozené). V tomto duchu píše Newton ve svém díle 'Philosophiae Naturalis Principia Mathematica' v roce 1687.
V současné době totéž platí pro atributy – veličiny, celosvětově zavedené soustavy veličin označené SI (z franc. Système international d'unités). Ve fyzice jsou atributy např. síla, intenzita elektrického pole, rychlost. Objektovým jazykem exaktních věd jsou umělé formální jazyky (matematika, logika, v nové době přistupují programovací jazyky).

### Přirozené a umělé poznání
Na rozdíl od přirozeného lidského poznání charakterizovaného filtrem vágnosti je Newtonovo poznání označováno jako umělé poznání. Umělé poznání můžeme chápat jako pohled na realitu diskrétním filtrem, kterým vidíme pouze elementární manifestace reálného světa – atributy (veličiny a parametry) a rozpoznané vztahy mezi nimi. Takto je zajištěno exaktní poznání. Exaktní sdělení je zajištěno umělým formálním jazykem, pro nějž je základní podmínkou exaktní interpretace, tedy nulový sémantický diferenciál interpretace všech jeho jazykových konstrukcí. Tím je splněn požadavek výše uvedené hypotézy. Tento Newtonův postup představuje objektivizaci poznání i objektivizaci sdělení poznaného. Neodmyslitelnou cestou k této objektivizaci poznání a sdělování byly Galileovy poznatky kvantifikace (měření) veličin. Kvantifikace je základním nástrojem objektivizace. Newtonovou metodou konotace přechází v exaktní interpretaci. QED.
Ve srovnání se znalostmi získanými přirozeným poznáním je v exaktních vědách veškeré nesdělitelné znalosti nutno oželet. Je možno použít jen znalosti sdělitelné, a to sdělitelné exaktně, které je (každý v oboru vzdělaný) adresát schopen přijmout s naprosto identickým významem. Tím se ovšem použitelnost metod exaktních věd pro poznání a popis reálného světa velice zužuje, ovšem tyto metody poskytují člověku nejdůvěryhodnější poznání. Diskrétní filtr poznání velice omezuje oblast poznání. Filtr vágnosti umožňuje vágně znát mnohé, diskrétní filtr umožňuje exaktně znát nemnohé.